# Stefan Pfeiffer
Stefan Pfeiffer (Amburgo, 15 novembre 1965) è un ex nuotatore tedesco.
Specializzato nello stile libero, ha vinto la medaglia di bronzo nei 1500 m sl alle olimpiadi di Los Angeles 1984 e quella d'argento alle olimpiadi di Seoul 1988.

## Palmarès
- Olimpiadi

Los Angeles 1984: bronzo nei 1500 m sl.
Seoul 1988: argento nei 1500 m sl.
- Mondiali

1991 - Perth: oro nella staffetta 4x200 m sl, argento nei 400 m sl e bronzo nei 1500 m sl.
- Europei

1983 - Roma: bronzo nei 1500 m sl.
1985 - Sofia: bronzo nei 1500 m sl.
1987 - Strasburgo: bronzo nei 1500 m sl.
1989 - Bonn: argento nei 400 m e 1500 m sl e nella staffetta 4x200 m sl.
- Vincitore della Coppa del Mondo delle distanze lunghe sl nel 1992